# Ängsö Nationalpark
Ängsö er en ø og nationalpark som ligger i den nordlige del af Stockholms skærgård, det vil sige mellem Norrtälje og Stockholm, i Roslagens indre skærgård, i Norrtälje kommun, Stockholms län.
For bådfolk er øen let tilgængelig via naturhavne, men en del af øen er lukket for færdsel i fuglenes yngleperiode.